# Герцог Курляндії і Семигалії

Герб герцогства — курляндський лев і семигальський олень.

Ге́рцог Курля́ндії і Семига́лії (нім. Herzog von Kurland und Semgallen) — титул правителя герцогства Курляндії і Семигалії. У польських і, частково, російських джерелах називався князем. Використовувався у 1561 —1795 роках. Носився одинадцятьма особами, представниками німецьких шляхетних родів — Кеттлерів, Вельфів, Веттінів і Біронів. Після 1795 року російська імператриця Катерина ІІ з династії Романових, родом з німецьких Асканіїв, приєднала герцогство до Російської імперії і розширила власний титул, ставши називати себе «княгинею Курляндською і Семигалльською». Відтоді до 1917 року усі російські монархи носили титул «князів Курляндських і Семигальських»

## Титул
- Божою милістю, герцог Курляндії і Семигалії в Лівонії.

лат. Deo Gracia in Livonia, Curlandiae et Semigalliae Dux.
нім. Von Gottes Gnaden in Liefland, zu Curland und Semgallen Herzog.
латис. Ar Dieva žēlastību Livonijā, Kurzemes un Zemgales hercogs
пол. z Bożej łaski książę kurlandzki i semigalski

## Таблиця

### Герцоги
| Портрет | Ім'я                                | Роки життя                                 | Правління                                    | Титул / Примітки | Династія |
| ------- | ----------------------------------- | ------------------------------------------ | -------------------------------------------- | --- | -------- |
|         | Готтгард Gotthard                   | 1517 — 17 травня 1587 70 років             | 28 листопада 1561 — 17 травня 1587 26 років  | останній магістр Лівонського ордену (1559—1561); перший герцог Курляндії і Семигалії; державець і губернатор Лівонії (1561—1566). | Кеттлери |
|         | Фрідріх Friedrich                   | 25 листопада 1517 — 16 серпня 1642 72 роки | 17 травня 1587 — 23 травня 1595 19 років     | герцог Курляндії і Семигалії співправитель із братом Вільгельмом, з яким поділив герцогство 1595 року.                            | Кеттлери |
|         | Фрідріх Friedrich                   | 25 листопада 1517 — 16 серпня 1642 72 роки | 23 травня 1595 — 18 березня 1617 12 років    | герцог Семигалії відновив герцогство після 1617 року.                                                                             | Кеттлери |
|         | Вільгельм Wilhelm                   | 20 липня 1574 — 7 квітня 1640 65 років     | 23 травня 1595 — 1616 10 років               | герцог Курляндії скинутий після вбивства лідерів опозиції.                                                                        | Кеттлери |
|         | Фрідріх Friedrich                   | 25 листопада 1517 — 16 серпня 1642 72 роки | 18 березня 1617 — 16 серпня 1642 25 років    | герцог Курляндії і Семигалії співправитель із небожем Яковом з 1638 року.                                                         | Кеттлери |
|         | Яків Jacob                          | 28 жовтня 1610 — 1 січня 1682 71 рік       | 16 серпня 1642 — 1 січня 1682 25 років       | герцог Курляндії і Семигалії. | Кеттлери |
|         | Фрідріх-Казимир Friedrich Kasimir   | 6 липня 1650 — 22 січня 1698 47 років      | 31 грудня 1682 — 22 січня 1698 16 років      | герцог Курляндії і Семигалії. | Кеттлери |
|         | Фрідріх-Вільгельм Friedrich Wilhelm | 19 липня 1692 — 21 січня 1711 18 років     | 22 січня 1698 — 21 січня 1711 13 років       | герцог Курляндії і Семигалії. | Кеттлери |
|         | Фердинанд Ferdinand                 | 1 листопада 1655 — 4 травня 1737 81 рік    | 21 січня 1711 — 4 травня 1737 36 років       | герцог Курляндії і Семигалії. | Кеттлери |
|         | Ернст-Йоганн Ernst Johann           | 22 листопада 1690 — 29 грудня 1772 82 роки | 4 травня 1737 — 18 квітня 1741 4 роки        | герцог Курляндії і Семигалії; регент Російської імперії (1740); засланий до Сибіру внаслідок перевороту.                          | Бірони   |
|         | Людовік-Ернст Ludwig Ernst          | 25 вересня 1718 — 12 травня 1788 69 років  | 27 червня — 6 грудня 1741 5 місяців          | герцог Курляндії і Семигалії; фельдмаршал Священної Римської імперії і Голландії.                                                 | Вельфи   |
|         | Карл Karl                           | 13 липня 1733 — 16 червня 1796 62 роки     | 5 липня 1758 — 21 лютого 1763 5 років        | герцог Курляндії і Семигалії; саксонський курпринц і польський королевич.                                                         | Веттіни  |
|         | Ернст-Йоганн Ernst Johann           | 22 листопада 1690 — 29 грудня 1772 82 роки | 22 січня 1763 — 25 листопада 1769 6 років    | герцог Курляндії і Семигалії. | Бірони   |
|         | Петер Peter                         | 15 лютого 1724 — 13 січня 1800 75 років    | 25 листопада 1769 — 18 березня 1795 26 років | останній герцог Курляндії і Семигалії.                                                                                            | Бірони   |

### Герцогині
| Портрет | Ім'я                                    | Роки життя                                  | Правління                                   | Титул / Примітки                                                     | Династія      |
| ------- | --------------------------------------- | ------------------------------------------- | ------------------------------------------- | -------------------------------------------------------------------- | ------------- |
|         | Анна Anna                               | 14 жовтня 1533 — 4 липня 1602 68 років      | 11 березня 1566 — 4 липня 1602 46 років     | дружина Готтгарда Кеттлера; герцогиня Курляндії і Семигалії.         | Мекленбурги   |
|         | Єлизавета-Магдалина Elisabeth Magdalena | 17 квітня 1580 — 23 лютого 1649 68 років    | 14 березня 1600 — 18 березня 1617 17 років  | герцогиня Семигалії; дружина Фрідріха Кеттлера.                      | Грифичі       |
|         | Софія Sophie                            | 31 березня 1582 — 24 грудня 1610 68 років   | 22 жовтня 1609 — 24 грудня 1610 1 рік       | герцогиня Курляндії; дружина Вільгельма Кеттлера.                    | Гогенцоллерни |
|         | Єлизавета-Магдалина Elisabeth Magdalena | 17 квітня 1580 — 23 лютого 1649 68 років    | 18 березня 1617 — 23 лютого 1649 31 рік     | герцогиня Курляндії і Семигалії; дружина Фрідріха Кеттлера.          | Грифичі       |
|         | Софія-Амалія Sophie Amalie              | 20 лютого 1650 — 25 листопада 1688 38 років | 25 жовтня 1675 — 25 листопада 1688 12 років | герцогиня Курляндії і Семигалії; дружина Фрідріха-Казимира Кеттлера. | Нассау-Зіген  |

### Монографії
- Arbusov, Leonid. Grundriss der Geschichte Liv-, Est- und Kurlands. — Riga: Jonck und Poliewsky, 1918.

### Словники
- Schiemann, Theodor; Crecelius, Wilhelm. Kettler, Gotthard // Allgemeine Deutsche Biographie. Leipzig, 1882, Band 15, S. 680–685.
- Matthiesen, Heinz. Gotthard Kettler. // Neue Deutsche Biographie. Berlin, 1964, Band 6, S. 678 f. (Digitalisat).
- Matthiesen, Heinz. Friedrich Kettler. // Neue Deutsche Biographie. Berlin, 1961, Band 5, S. 513 (Digitalisat).
- Neander, Irene. Ferdinand Kettler. // Neue Deutsche Biographie. Berlin, 1961, Band 5, S. 90 f. (Digitalisat).
- Neander, Irene. Friedrich Kasimir Kettler. // Neue Deutsche Biographie. Berlin, 1961, Band 5, S. 513 f. (Digitalisat).